# العصر الحديدي في أوروبا
ّ
خطأ لوا في وحدة:Navbar على السطر 58: عنوان غير صحيح العصر الحديدي.
في أوروبا، يعد العصر الحديدي هو المرحلة الأخيرة من فترة ما قبل التاريخ والأولى من فترات ما قبل التاريخ، كانت هذه التسميات تشير إلى أوصاف مناطق معينة كتبها كتاب يونانيون ورومان. في معظم أنحاء أوروبا، انتهى هذا العصر فجأة بالغزو الروماني، على الرغم من أن صناعة الحديد ظلت التكنولوجيا السائدة حتى وقت قريب. وفي أماكن أخرى، استمرت هذه الفترة حتى القرون الأولى الميلادية، وانتهى إما من خلال التنصير أو الفتوحات الجديدة خلال فترة الهجرة. 
دخلت صناعة الحديد إلى أوروبا في أواخر القرن الحادي عشر قبل الميلاد، على الأرجح من القوقاز، وانتشرت ببطء شمالًا وغربًا على مدار الـ 500 عام التالية. على سبيل المثال، بدأ العصر الحديدي في أيرلندا ما قبل التاريخ حوالي عام 500 قبل الميلاد، عندما كان العصر الحديدي اليوناني قد انتهى بالفعل، وانتهى حوالي عام 400 بعد الميلاد. أصبح استخدام الحديد وتكنولوجيا تشغيل الحديد منتشرًا بشكل متزامن في أوروبا وآسيا.
تتميز بداية العصر الحديدي بتجمعات ثقافية جديدة، أو على الأقل مصطلحات مرتبطة بها، تسبب انهيار اليونان الموكيانية في العصر البرونزي المتأخر في بعض الارتباك، بينما في أوروبا الوسطى كانت حضارة أورنفيلد قد أفسحت المجال بالفعل لحضارة هالستات. في شمال إيطاليا، تعتبر الحضارة الفيلانوفية بمثابة بداية الحضارة الإترورية. مثل حضارة لاتين التي خلفتها، تم تحديد هالستات على أنها مدينة قلطية. إلى الشرق والشمال وفي أيبيريا والبلقان، هناك عدد من المصطلحات المحلية تستخدم لوصف ثقافة العصر الحديدي المبكر. يُستخدم مصطلح "العصر الحديدي الروماني" في علم الآثار في شمال أوروبا (ولكن ليس بريطانيا) للإشارة إلى الفترة التي عاشت فيها شعوب المنطقة التي لم تُهزم تحت تأثير الإمبراطورية الرومانية.
يتميز العصر الحديدي في أوروبا بوضع تصميمات للأسلحة والأدوات والأواني. فبدلاً من صبها، يتم الآن تشكيل هذه العناصر، وتتميز بزخارف منحنية متقنة بدلاً من الزخارف المستقيمة البسيطة. تُظهِر الزخرفة الموجودة على الأسلحة القادمة من شمال أوروبا أوجه تشابه مع الأسلحة الرومانية في جوانب معينة، ولكنها تمتلك أيضًا خصائص مميزة تمثل بوضوح الأساليب الفنية الشمالية.

## معرض صور

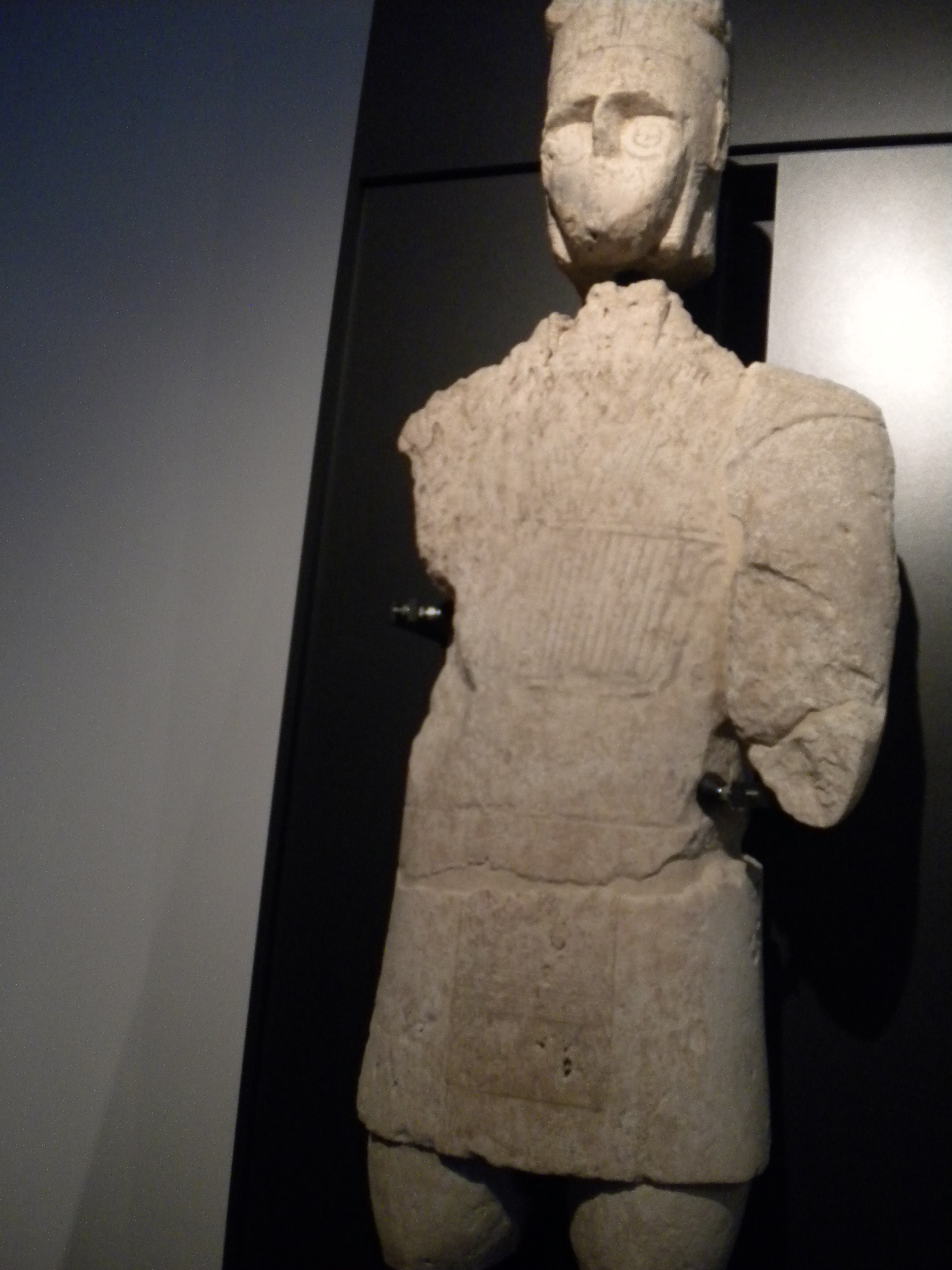
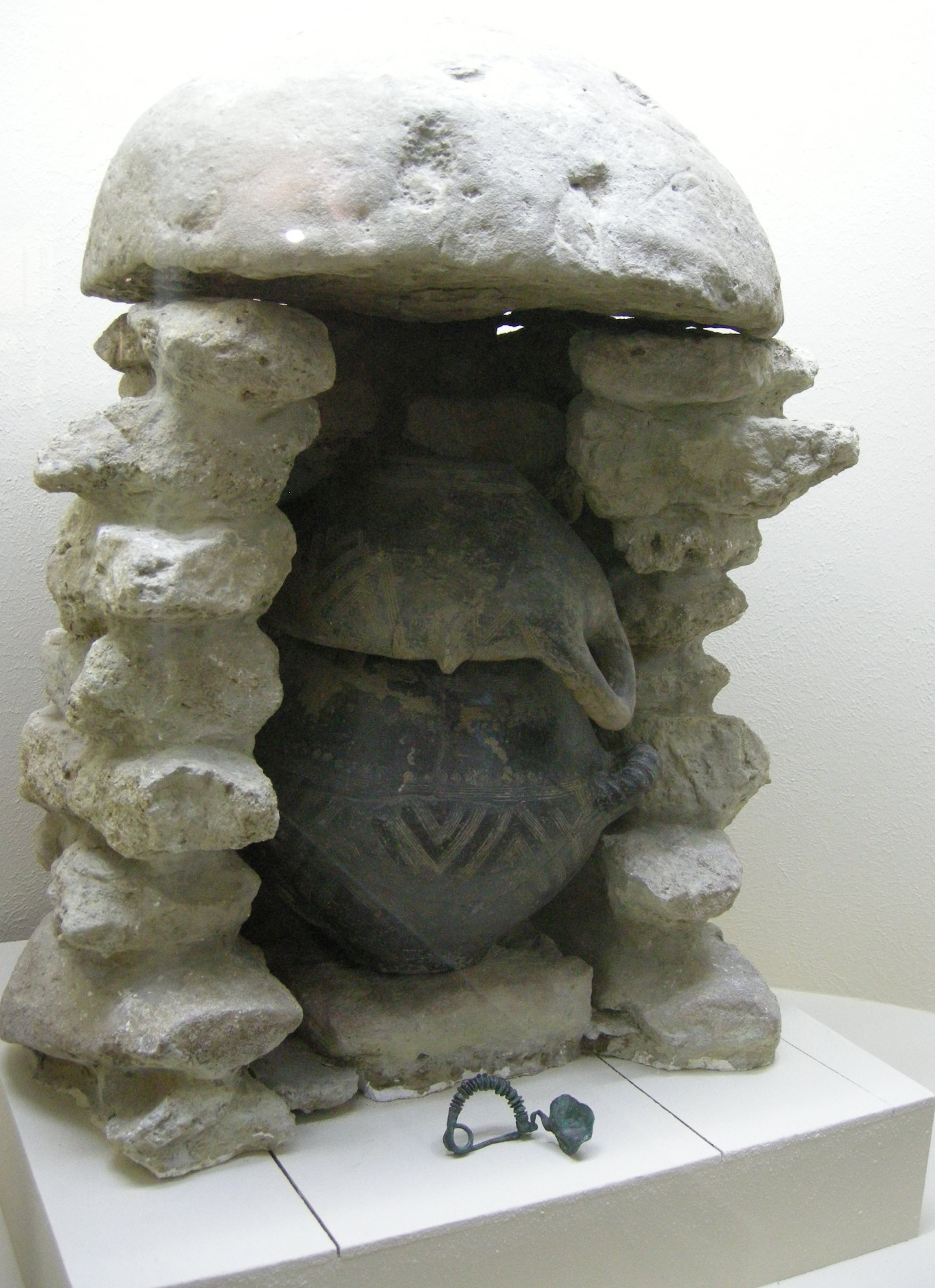
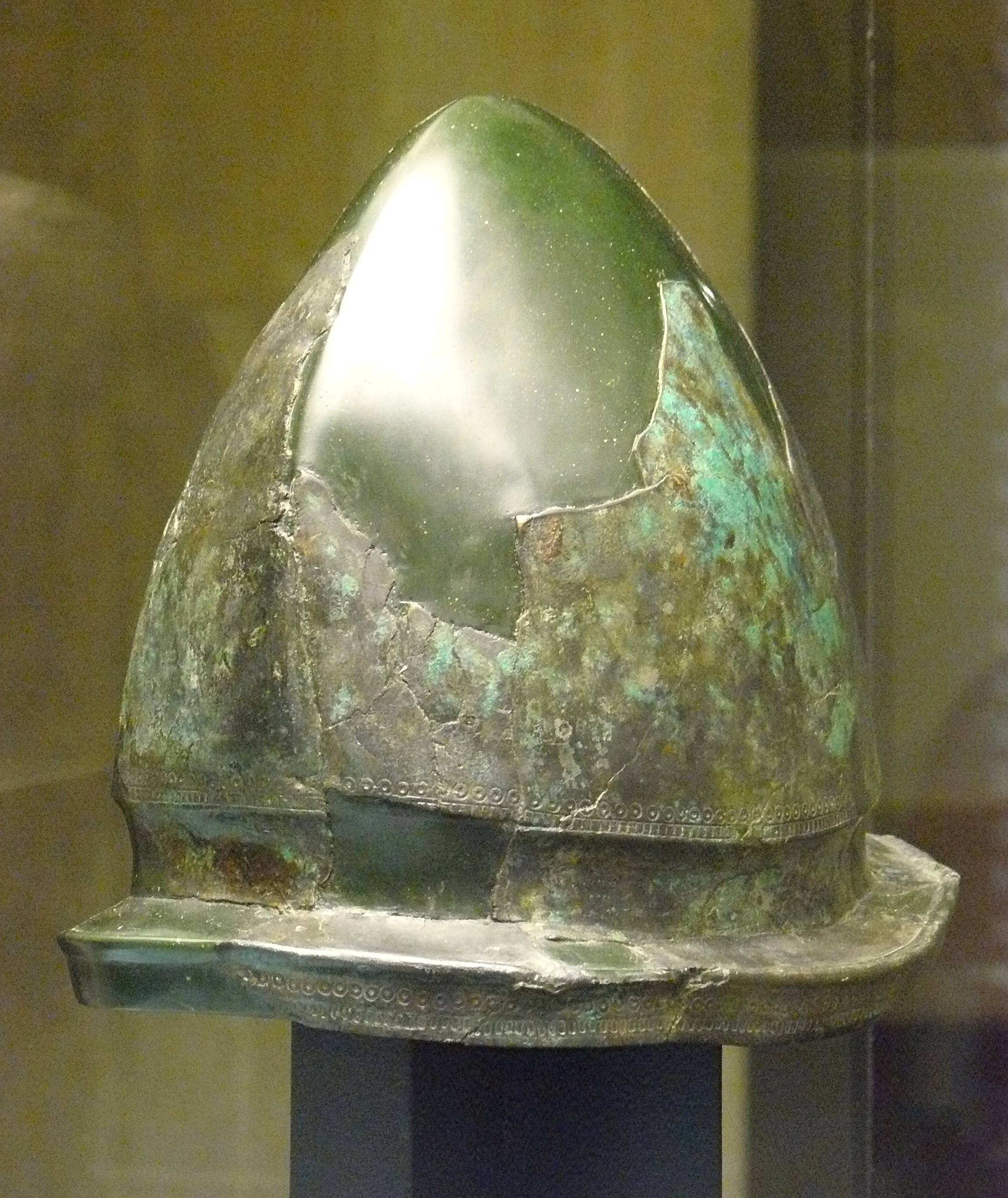
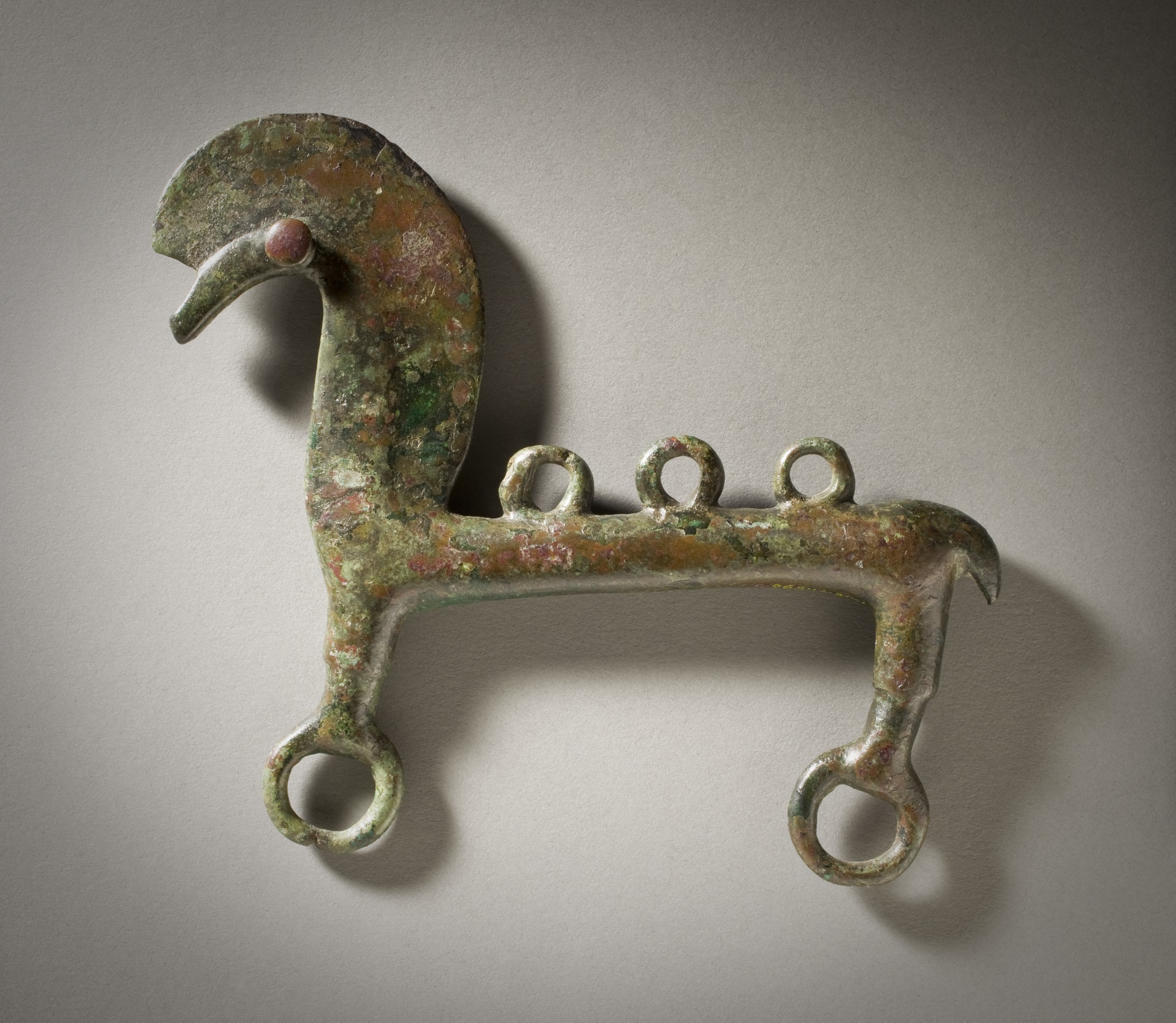
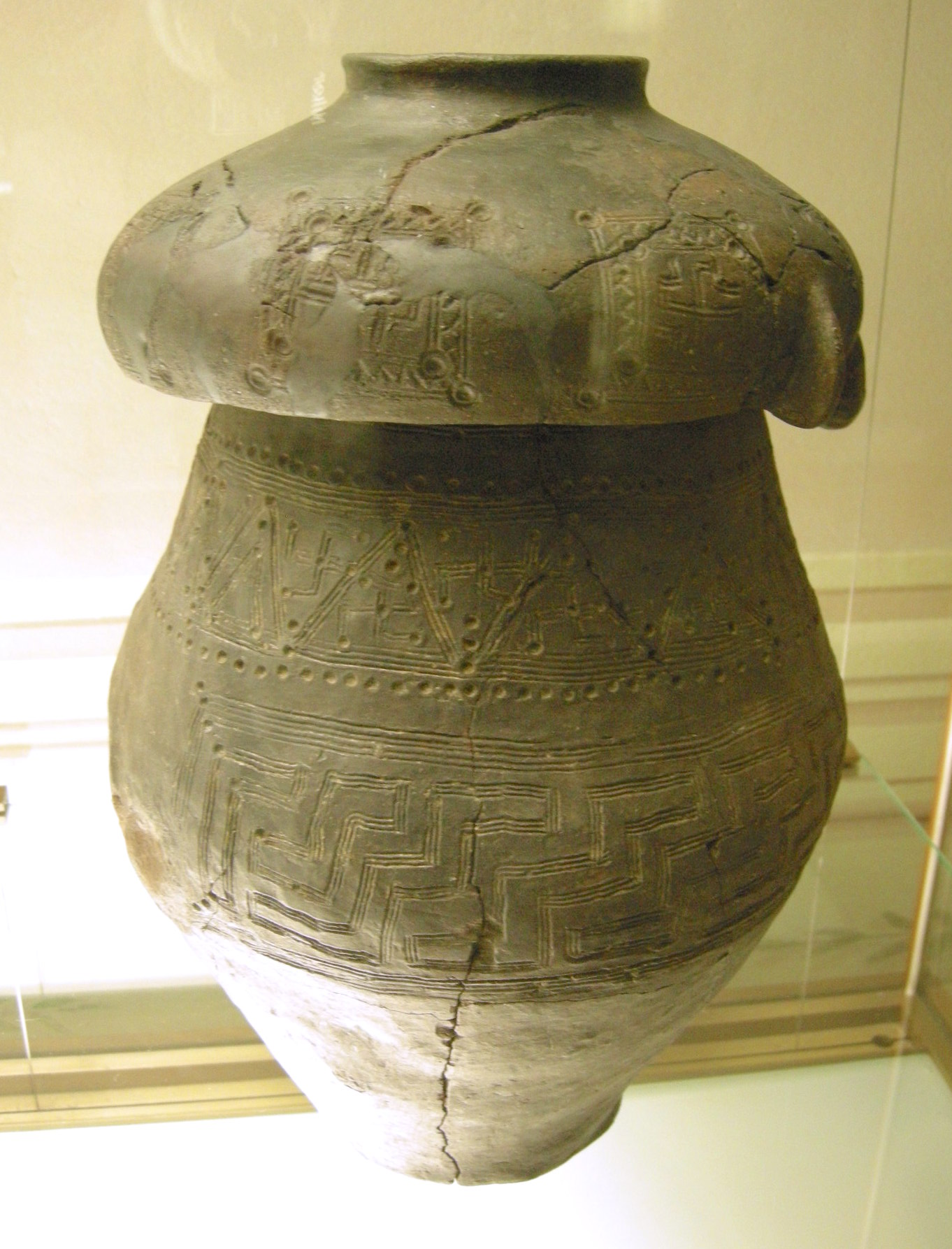